# Фурмон, Этьен
Этье́н Фурмо́н (фр. Étienne Fourmont; 23 июня 1683 года, Эрбле — 8 декабря 1745 года, Париж) — французский востоковед; брат лингвиста Мишеля Фурмона (1690—1746).

## Биография
Изучал еврейский язык и написал работу «Nouvelle Critique Sacrée» (1705), обратившую на него внимание.
Сотрудничал в фр. Bibliothèque britannique аббата Биньона, вёл оживлённую полемику с Кальме́ по поводу его «Commentaire sur la Genèse», писал еврейскую грамматику, переводил «Комментарии к Экклезиасту» раввина Авраама ибн Эзра.
В 1713 году был избран в Академию надписей и изящной словесности, где ему был поручен просмотр книг. Принял деятельное участие в споре о Гомере и напечатал «La Véritable Connaissance d’Homère» и «Examen pacifique de la querelle de M-me Dacier et de M. Lamothe»; но обе статьи остались незамеченными.
В 1715 году занял кафедру арабского языка в Коллеж де Франс. В том же году, в сотрудничестве с китайцем Аркадио Хуанг (англ. Arcadio Huang, фр. Arcade Huang), начал труд по китайской грамматике. В 1719 г. закончил первую часть трудной работы; в 1716 г. Хуанг умер, и Фурмон окончил грамматику только в 1728 г. (напечатана в 1742 году).

## Труды
- Nouvelle Critique Sacrée (1705)
- Les 214 clefs de l'écriture chinoise (1719)
- Grammatica Sinica — начальная версия (1728)
- Réflexions critiques sur les histoires des anciens peuples (1735).
- Meditationes Sinicae (1737)
- Grammatica Sinica — законченный труд (1742)

Опубликовал в изданиях Академии надписей много статей о восточной литературе.